# هویسوایلر
هویسوایلر (به آلمانی: Heusweiler) یک شهر در آلمان است که در زاربروکن واقع شده‌است. هویسوایلر ۲۰٬۰۰۲ نفر جمعیت دارد.